# Герасимов Анатолій Миколайович
Анатолій Миколайович Герасимов (нар. 27 травня 1931, село Яругіно, тепер Сонковського району Тверської області, Російська Федерація) — радянський державний діяч, 1-й секретар Ленінградського міського комітету КПРС, заступник голови Комітету партійного контролю при ЦК КПРС. Член ЦК КПРС у 1986—1990 роках. Депутат Верховної ради РРФСР 11-го скликання.

## Життєпис
У 1951 році закінчив суднобудівний технікум. Трудову діяльність розпочав у 1951 році техніком на підприємствах оборонної промисловості міста Ленінграда.
У 1955 році закінчив Ленінградський електротехнічний інститут імені Ульянова-Леніна, радіоінженер.
У 1955—1965 роках — старший інженер, провідний інженер, начальник лабораторії науково-дослідного інституту в Ленінграді.
Член КПРС з 1958 року.
У 1965—1967 роках — секретар партійного комітету науково-дослідного інституту в Ленінграді.
У 1967—1968 роках — секретар, у 1968—1975 роках — 1-й секретар Петроградського районного комітету КПРС міста Ленінграда.
У 1975—1980 роках — завідувач промислового відділу Ленінградського обласного комітету КПРС. У 1980—1981 роках — завідувач відділу важкої промисловості і машинобудування Ленінградського обласного комітету КПРС.
У 1981—1984 роках — голова Ленінградського обласного комітету народного контролю.
У 1984—1986 роках — секретар Ленінградського обласного комітету КПРС.
17 січня 1986 — 21 листопада 1989 року — 1-й секретар Ленінградського міського комітету КПРС.
У листопаді 1989 — 1990 року — заступник голови Комітету партійного контролю при ЦК КПРС.
З 1991 року працював у виконавчій дирекції Союзу промисловців і підприємців Санкт-Петербурга.

## Нагороди і звання
- орден Леніна (17.07.1986)
- орден Жовтневої Революції (1974)
- два ордени Трудового Червоного Прапора (1971, 1979)
- орден Дружби (Російська Федерація) (2011)
- медалі
- почесний знак «За заслуги перед Санкт-Петербургом» (2009)